# Magic System
 (août 2023).
Magic System est un groupe de musique ivoirien de genre zouglou et coupé-décalé, formé en 1996 à Abidjan en Côte d'Ivoire. 
À sa création, le groupe compte plus de cinquante membres, dont les plus connus aujourd'hui, A2MZ, Maximilien, Imane ou encore Camsko.Les sonorités sont puisées dans le zouglou. Leurs chansons sont notamment utilisées pour dénoncer un mal-être et toutes formes d'abus dans la société ivoirienne.  
Des dissensions surviennent cependant au sein de la formation de départ, qui se sépare et donne naissance au groupe tel qu'il est connu. 
Leurs plus grands succès sont des chansons à thème festif, comme les singles :1er Gaou (2002), Un gaou à Oran (2004), Bouger bouger (2005), C chô, ça brûle (2006), Zouglou Dance (2007), Même pas fatigué (2009), Ambiance à l'africaine (2011), Chérie coco (2011) et Magic in the Air (2014).

## Histoire
Le groupe est originaire d'Abidjan, en Côte d'Ivoire, et compte plus de 50 membres, appelés « magiciens ». Les membres actuels font partie du groupe d'origine : A’salfo (Salif Traoré), Goude, Tino et Manadja (Adama Fany). La formation actuelle est également composée de quatre autres personnes. 
Ils puisent leur inspiration dans le mouvement zouglou, une expression culturelle ivoirienne combinant la musique et la danse utilisée par les jeunes pour aborder les problèmes et les maux de la société.
Des divisions surviennent au sein du groupe dès ses débuts, en raison de sa taille importante et de la présence de deux chanteurs principaux : Camso et Asalfo. Camso et deux autres membres décident de créer le groupe « Les marabouts », qui connaît un succès considérable en Afrique de l'Ouest et au sein de la communauté africaine en Europe.
À partir de 1996, A'salfo, Goude, Tino et Manadja, membres actuels du groupe, se produisent lors de fêtes et d'événements locaux dans toute la Côte d'Ivoire.  
Ce n'est qu'en 1997 que leur premier album Papitou sort avec le single Momo, qui est un échec commercial. Ils persistent néanmoins et enregistrent leur deuxième album, 1er Gaou, qui sort deux ans plus tard en Côte d'Ivoire. Malgré son succès local, le groupe rencontre des difficultés à obtenir une distribution en France, car aucun label ne manifeste d'intérêt pour produire le titre. 
L'album est entièrement financé par Ephrem Youkpo, journaliste/animateur radio et télé, initiateur de La Nuit du zouglou en 1998 en France et depuis patron du label x-pol music. Convaincu du potentiel du projet présenté par Tony Adams, Youkpo prend en charge le financement de l'album. Devant le refus des grandes maisons de disques de distribuer l'album, Ephrem Youkpo décide de confier la distribution de 1er Gaou à la Sonima dès sa sortie en janvier 2000. Toujours en 2000, le groupe est ensuite invité à faire la première partie de Bisso Na Bisso, un groupe de rappeurs congolais dirigé par Passi. 
En 2001, le troisième album, Poisson d'avril, connaît un succès mitigé. L'année suivante, le remix de 1er Gaou par Bob Sinclar relance le titre datant de 2000 et permet de faire connaître le groupe au public français. Sous cette impulsion, Magic System sort successivement trois autres albums : Un Gaou à Paris (2003), Petit Pompier (2005) et Cessa kié la vérité (2005).
Le 2 avril 2012, le groupe sort son premier album compilation, D'Abidjan à Paris, avec le nouveau single inédit Tango Tango. Le 19 mai 2014 sort l'opus Africainement Vôtre, contenant le tube Magic in the Air, produit par RedOne en collaboration avec Chawki, dont le clip comptabilise plusieurs centaines de millions de vues. Le 13 juin 2014, le groupe Bana C4 réalise une reprise de la chanson 1er Gaou, avec Magic System qui apparaît dans le clip. La chanteuse K-Reen participe aux chœurs de la chanson. 
L'album Radio Afrika sort le 29 juin 2015. 
Le 1er mai 2016, Didier Bonaventure Deigna, batteur et choriste du groupe, se noie à Jacqueville (Côte d'Ivoire) en tentant de porter secours à une personne. Le 16 juin 2017, Magic System sort un nouvel album intitulé Ya Foye. En 2018, la chanson Magic in the Air devient l'hymne de l'équipe de France de football lors de la Coupe du monde de football 2018, diffusée dans le stade à chaque but des Bleus. Fin 2020, le groupe quitte Parlophone et Warner pour signer avec le nouveau label Universal Music Africa, avec pour objectif de sortir un nouvel album Envolée zougloutique le 21 juin 2021.
En juin 2025, le groupe Magic System sort le titre Vida Loca, après une absence depuis 2021.

## Les membres du groupe

### A'salfo

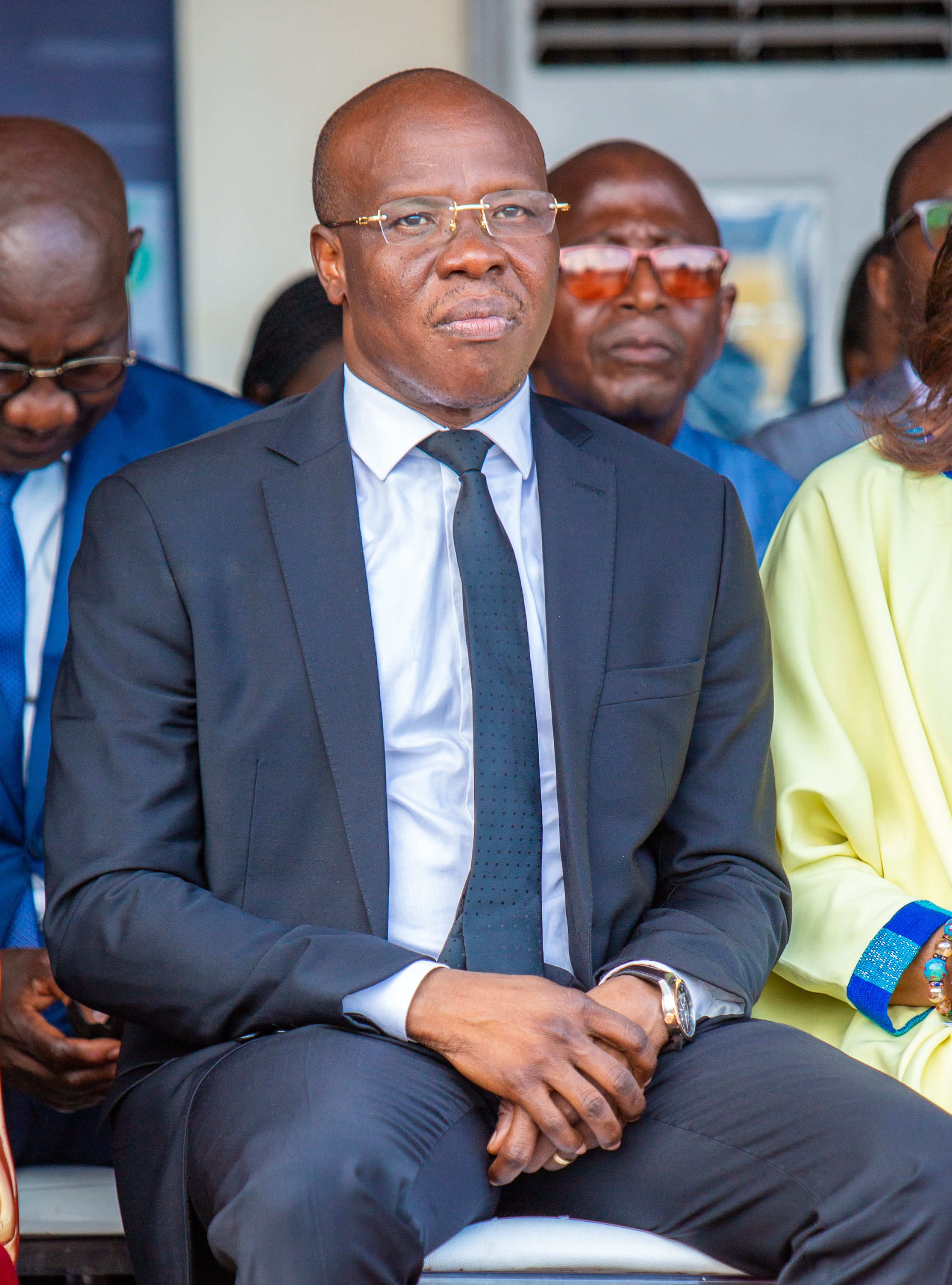
A'salfo, Lead vocal du groupe Magic System

A’Salfo, de son nom à l'état civil Salif Traoré, est un chanteur ivoirien né le 15 mars 1979 à Abidjan. Il est le leader et le parolier du groupe Zouglou Magic System. C'est un artiste africain à la renommée internationale, totalisant plus de vingt ans de carrière, ponctuée de plusieurs albums et de distinctions pour ses actions à travers la musique, mais aussi le développement communautaire. Le Festival des musiques urbaines d'Anoumabo a été créé en 2008 sous son impulsion, et est porté par la fondation Magic System dont il est le président.

### Manadja

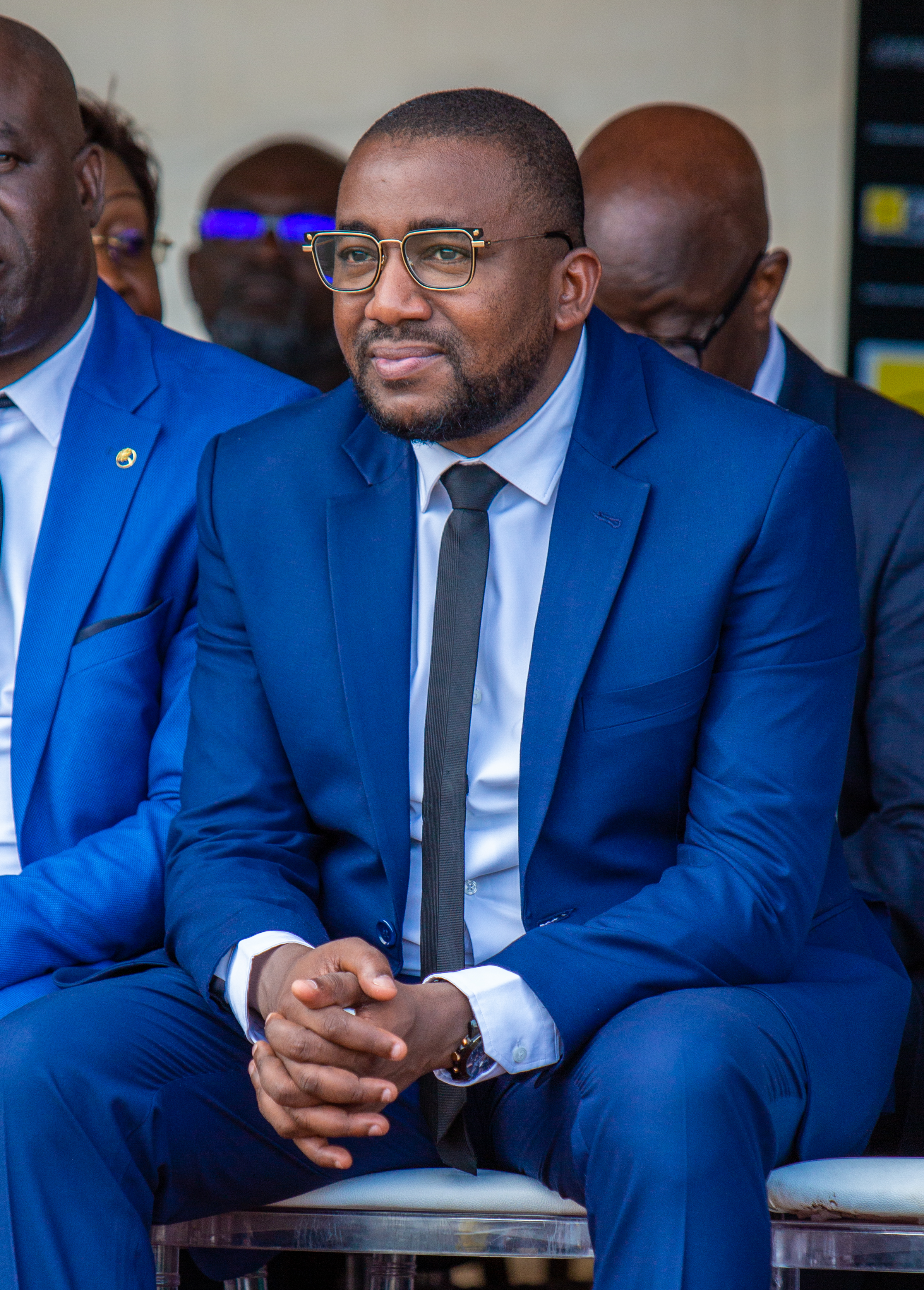
Manadja du groupe Magic System

Né le 28 mars 1975, Adama Fanny, plus connu sous le pseudo Manadja, est un artiste musicien ivoirien, membre du groupe Magic System.

### Goudé

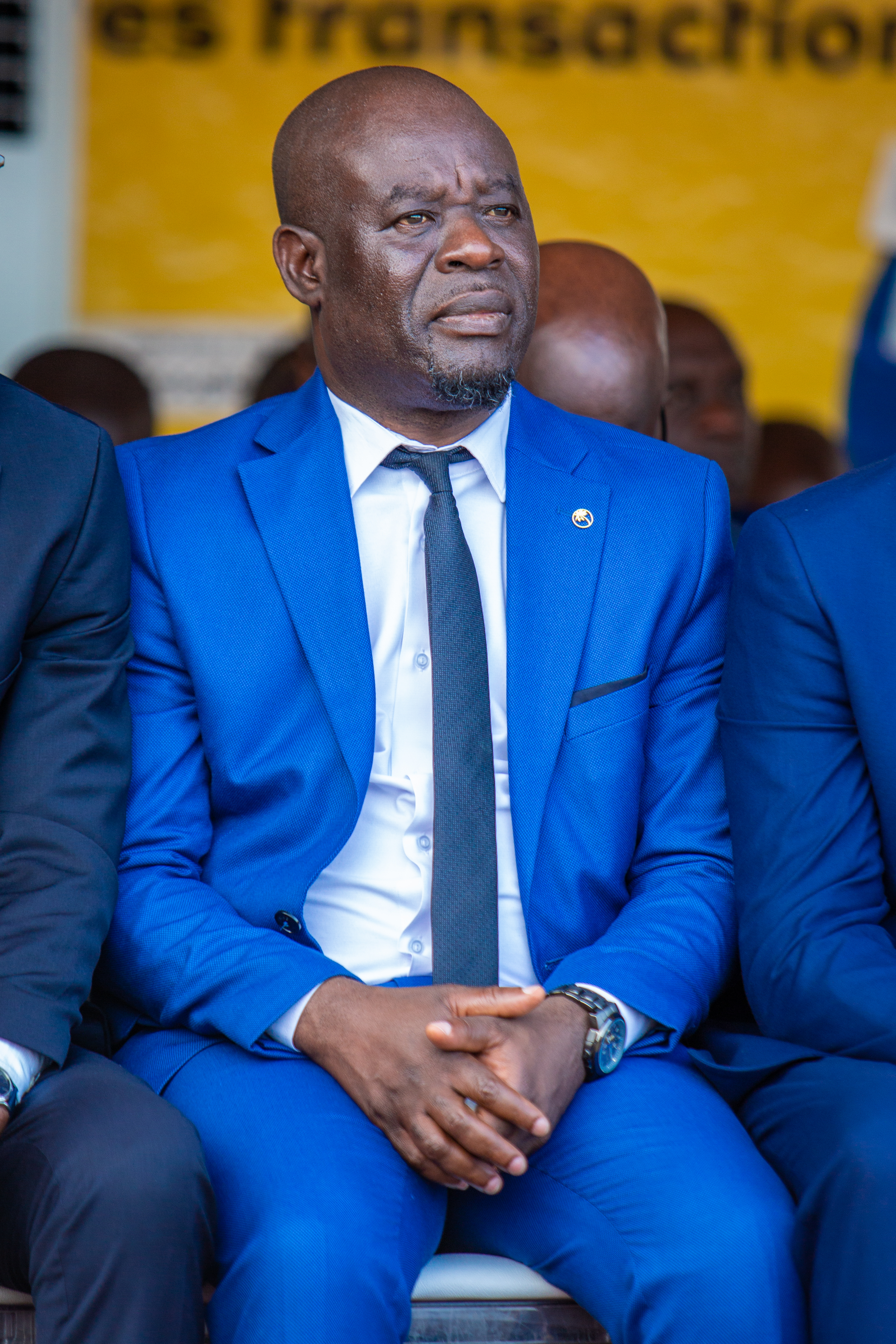
Goudé du groupe Magic System

### Tino

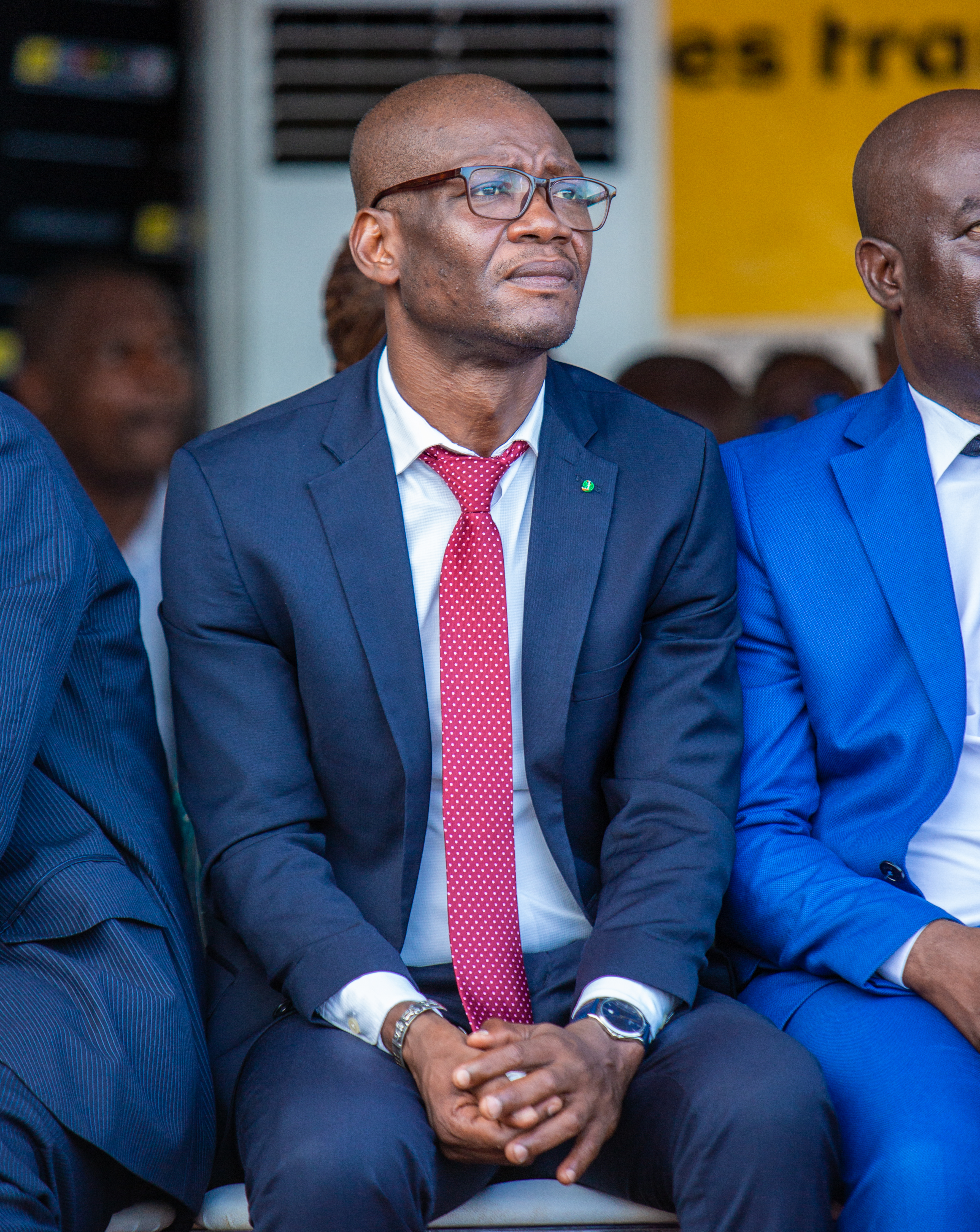
Tino du groupe Magic System

Étienne Boué Bi Kohou, dit « Tino », fait partie des quatre magiciens. Il décide le 12 septembre 2008, après toutes ces années passées, de changer du statut de célibataire à homme marié avec sa femme, qui se nomme Antoinette Ahoutchi Dogbo. Tino est père de deux filles et a épousé la mère de ses enfants.

## Collaborations
Franck Ribéry apparaît dans Même pas Fatigué !, leur duo avec Khaled. On retrouve aussi Yaya Touré, Gervinho et Kamini dans leur clip Chérie coco réalisé en duo avec Soprano et Booder dans La danse des Magiciens. Issa Doumbia et Waly Dia apparaissent dans le clip Mamadou..

## Discographie
Leurs singles Bouger bouger, Zouglou Dance (Joie de vivre), Ambiance à l'africaine, Même pas fatigué !!!, Chérie coco sont arrivés n°1 du club 40.[réf. nécessaire]
En 2000, l'album 1er Gaou du groupe Magic System voit le jour. Un album rempli d'histoire.
Dans les années 1999, les quatre magiciens d'Anoumabo entrent au studio Soft, un studio capable de rivaliser avec les plus performants d’Afrique de l’Ouest. Ils y enregistrent les 14 titres composant l’album 1er Gaou. 1er Gaou fait partie des titres de l'album, un titre qui parle de l’amour vénal, thème récurrent et classique, mais traité avec humour et enthousiasme par les magiciens.
Le titre commence à monter sur la scène nationale, finit par envahir l'Afrique de l’Ouest. La vague Magic System atteint en quelque temps tous les autres centres urbains du continent africain. L'on comptabilise près de 300.000 cassettes vendues en Côte d'Ivoire et plus d’un million dans le reste du continent : le groupe se taille une belle réputation. Toutes les capitales les sollicitent, et le tube a du succès dans les boîtes de nuit. On parle désormais du phénomène Magic System réalisé par les quatre boys d’Anoumabo.
Au fil du temps, avec l'amour d'écoute du titre, les bords de la Seine sont touchés. Distribué en France par Next Music, la progression des ventes de l’album est fulgurante et cela durant plusieurs mois. Le réseau des magasins Fnac finit par déclarer Magic System comme meilleure vente de sa rubrique musique africaine. Le succès du groupe Magic System est aussi celui du zouglou, un rythme musical typiquement ivoirien né dans les années 1990 dans nos campus universitaires d’Abidjan. Ce genre musical qui est le zouglou a pour caractéristique de dénoncer les faits de la société ivoirienne tout en la faisant danser.

### Albums
| Année                                                     |                      | Meilleure position | Meilleure position | Meilleure position | Certifications   |
| Année                                                     | BEL-FL               | BEL-WL             | FRA                |                    | Certifications   |
| --------------------------------------------------------- | -------------------- | ------------------ | ------------------ | ------------------ | ---------------- |
| 2000                                                      | 1er Gaou             | —                  | —                  | 19                 |                  |
| 2001                                                      | Poisson d'avril      | —                  | —                  | —                  |                  |
| 2003                                                      | Un Gaou à Paris      | —                  | —                  | 73                 |                  |
| 2005                                                      | Petit Pompier        | —                  | —                  | —                  |                  |
| 2005                                                      | Cessa kié la vérité  | —                  | 55                 | 13                 |                  |
| 2007                                                      | Ki Dit Mié           | —                  | —                  | 25                 | - SNEP : Or      |
| 2011                                                      | Toutè Kalé           | —                  | 35                 | 7                  | - SNEP : Platine |
| 2012                                                      | D'Abidjan à Paris    | —                  | 29                 | 16                 | - SNEP : Or      |
| 2014                                                      | Africainement vôtre  | 185                | 21                 | 11                 | - SNEP : Or      |
| 2015                                                      | Radio Afrika         | —                  | —                  | 25                 |                  |
| 2017                                                      | Ya Foye              |                    |                    |                    |                  |
| 2021                                                      | Envolée zougloutique |                    |                    |                    |                  |
| « — » signifie que l'album n'est pas classé dans le pays. |                      |                    |                    |                    |                  |

### Singles

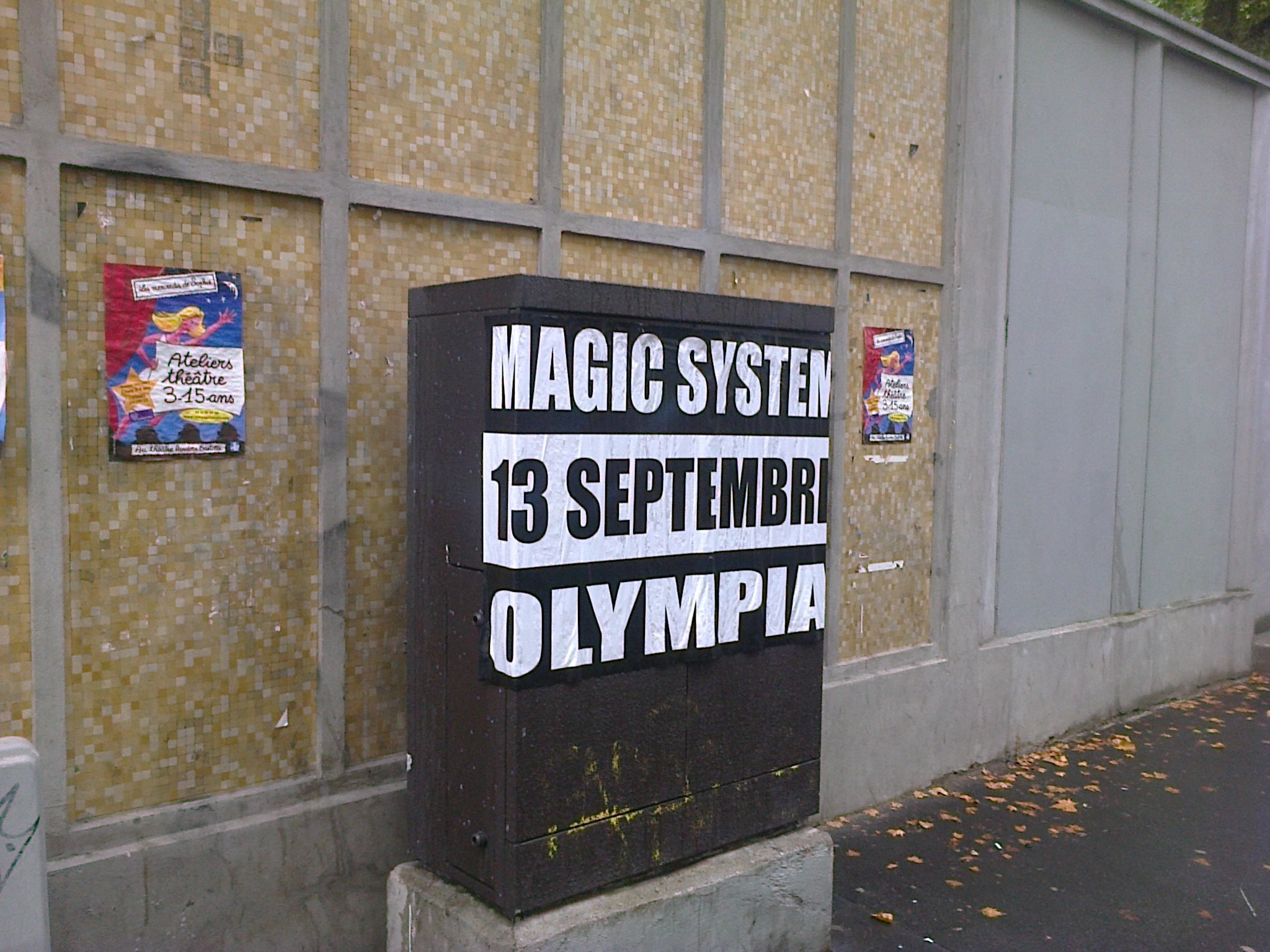
Affiche de Magic System, rue Keller à Paris.

| 1997                                                        | Momo                                                    | —  | —  | —  | —  | —  |             | Papitou                                  |
| 2002                                                        | 1er Gaou                                                | —  | 10 | 4  | —  | 30 | - SNEP : Or | 1er Gaou                                 |
| 2003                                                        | On n'sait jamais (dans la vie) (avec Leslie et Sweety)  | —  | —  | 8  | —  | 22 |             | Je suis et je resterai (Album de Leslie) |
| 2003                                                        | Amoulanga                                               | —  | —  | 94 | —  | —  |             | 1er Gaou                                 |
| 2003                                                        | Un gaou à Paris                                         | —  | —  | 58 | —  | —  |             | Un gaou à Paris                          |
| 2004                                                        | Un gaou à Oran (avec 113 et Mohamed Lamine)             | —  | 3  | 9  | 65 | 29 |             | Cessa kiè la vérité                      |
| 2005                                                        | Bouger bouger                                           | —  | 9  | 7  | —  | 38 | - SNEP : Or | Cessa kiè la vérité                      |
| 2006                                                        | C chô, ça brûle (featuring Akil, Cheb Bilal et Big Ali) | —  | —  | 4  | —  | —  | - SNEP : Or | Cessa kiè la vérité                      |
| 2007                                                        | Ki dit mié                                              | —  | —  | 8  | —  | 96 |             | Ki dit mié                               |
| 2007                                                        | On va samizé (featuring Amine)                          | —  | —  | 26 | —  | —  |             | Ki dit mié                               |
| 2008                                                        | Zouglou Dance (Joie de vivre)                           | —  | 18 | 2  | —  | 66 |             | Ki dit mié                               |
| 2009                                                        | Même pas fatigué (avec Khaled)                          | —  | 10 | 1  | —  | 49 |             | Liberté (album de Khaled)                |
| 2010                                                        | Ambiance à l'africaine                                  | —  | 28 | 11 | —  | —  |             | Toutè Kalé                               |
| 2011                                                        | Chérie coco (featuring Soprano)                         | —  | 11 | 2  | —  | 69 |             | Toutè Kalé                               |
| 2011                                                        | La Danse des magiciens                                  | —  | 37 | 36 | —  | —  |             | Toutè Kalé                               |
| 2012                                                        | Tango Tango                                             | —  | —  | 99 | —  | —  |             | Toutè Kalé                               |
| 2013                                                        | Mamadou                                                 | —  | —  | —  | —  | —  |             | Africainement vôtre                      |
| 2014                                                        | Magic in the Air (featuring Ahmed Chawki)               | 64 | 1  | 3  | —  | 23 |             | Africainement vôtre                      |
| 2014                                                        | Tu es fou                                               | —  | 38 | 30 | —  | —  |             | Africainement vôtre                      |
| 2015                                                        | Sweet Fanta Diallo (Adieu soleil)                       | —  | —  | 51 | —  | —  |             | Radio afrika                             |
| 2015                                                        | Enjailles (Madan)                                       |    |    |    |    |    |             | Radio afrika                             |
| 2017                                                        | Ya Foye                                                 |    |    |    |    |    |             | Ya Foye                                  |
| 2017                                                        |                                                         |    |    |    |    |    |             | Ya Foye                                  |
| 2025                                                        | Vida Loca                                               |    |    |    |    |    |             |                                          |
| « — » signifie que le single n'est pas classé dans le pays. |                                                         |    |    |    |    |    |             |                                          |

## Concerts

### UE Magic tour 2019
Cette tournée a démarré le 8 juin 2019 à Rouen en France et s'est terminée le 22 septembre 2019 à Senette en Belgique avec les 4 magiciens. Elle a touché  l’Amérique, l’Afrique et l'Europe.
- Samedi 8 juin 2019 : à Rouen en France
- Vendredi 5 juillet : Festival «Les Nuits de Berre» à Berre l’étang
- Vendredi 12 juillet : Festival de Trélazé à Trélazé
- Vendredi 19 juillet : Festival Poupet à St Malo des Bois
- Samedi 20 juillet : Maubeuge
- Lundi 22 juillet : Festival du Rocher à  Pierrelatte
- Dimanche 28 juillet : Summerstage Central Park - New-York (Etats-Unies)
- Samedi 3 aout : Podium de l’été à Petit-Fort-Philippe Gravelines
- Lundi 5 aout : Casteljaloux
- Mardi 13 aout : Cransac
- Jeudi 15 aout : Fête de Nuit à Fresnes sur Escaut
- Mardi 20 aout : Esplanade de Front de mer à Saint Pierre La Mer
- Samedi 31 aout : Carbon Blanc
- Dimanche 22 septembre : Seneffe Festival à Seneffe (Belgique)

## Distinctions
Magic System a reçu une distinction du Club Efficience pour saluer « l'excellent travail » abattu par le groupe en vingt ans de carrière pour avoir apporté la joie et le bonheur aux populations à travers sa musique et notamment ses actions sociales en Côte d'Ivoire. Cette distinction s'est déroulée à l'hôtel Intercontinental de Paris.
| Album/concours      | Prix/récompense                                  | Date de la remise du prix |
| ------------------- | ------------------------------------------------ | ------------------------- |
| Sacem               | Grand Prix des musiques du monde de l'année 2015 | 30 novembre 2015          |
| Africainement votre | 16e disque d'Or                                  | 13 septembre 2014         |
| Toutèkalé           | Disque de Platine                                | 31 août 2011              |